# Chiaki Kobayashi
Chiaki Kobayashi (小林 千晃, Kobayashi Chiaki, né le 4 juin 1994 à Kanagawa) est un doubleur japonais affilié à la société Office Osawa. Ses doublages les plus connus sont Hiroto Kuga dans Gundam Build Divers Re:Rise, Deuce Spade dans Disney: Twisted-Wonderland, Makoto Edamura dans Great Pretender, Langa Hasegawa dans SK8 the Infinity,  Gabimaru dans Hell's Paradise, Mash Burnedead dans Mashle et Stark dans Frieren. 

## Filmographie

### Animes
| Année | Titre                                                               | Rôle                                                 | Notes    |
| ----- | ------------------------------------------------------------------- | ---------------------------------------------------- | -------- |
| 2017  | Détective Conan                                                     | Joueur de base-ball, Lycéen                          |          |
| 2017  | Just Because!                                                       | Lycéen                                               |          |
| 2017  | The Idolmaster SideM                                                | Un garçon                                            |          |
| 2018  | A Place Further than the Universe                                   | Host                                                 |          |
| 2018  | Butlers: Chitose Momotose Monogatari                                | Kyoichi Sano                                         | [ 1 ]    |
| 2018  | Les Brigades immunitaires                                           | Killer T cell 1, Normal cell, Red Blood Cells        |          |
| 2018  | ClassicaLoid                                                        | Homme                                                |          |
| 2018  | Hakyu Hoshin Engi                                                   | Vendeur de bois de chauffage                         |          |
| 2018  | Hi Score Girl                                                       | Garçon, étudiant                                     |          |
| 2018  | Layton Mystery Tanteisha: Katori no Nazotoki File                   | Acteur                                               | Ep.11    |
| 2018  | Moi, quand je me réincarne en Slime                                 | Goblin                                               | Ep.2     |
| 2018  | The Master of Ragnarok &amp; Blesser of Einherjar                   | Un client, marchand d'esclave, Soldat, Guerrier      |          |
| 2018  | Yu-Gi-Oh! VRAINS                                                    | Chevalier de Hanoi                                   |          |
| 2019  | Boogiepop and Others                                                | Keiji Takeda                                         | [ 2 ]    |
| 2019  | Cautious Hero: The Hero Is Overpowered but Overly Cautious          | Colt                                                 | Ep.11    |
| 2019  | Do You Love Your Mom and Her Two-Hit Multi-Target Attacks?          | Un annonceur, homme                                  |          |
| 2019  | Fairy Gone                                                          | Membre des forces de sécurité                        | Ep.3     |
| 2019  | Fire Force                                                          | Un pompier, White-Clad                               | Ep.1, 19 |
| 2019  | Forest of Piano                                                     | Satoshi Mukai                                        |          |
| 2019  | Fruits Basket                                                       | Un livreur                                           | Ep.4     |
| 2019  | Given                                                               | Un ami, un jeune homme                               |          |
| 2019  | High School Prodigies Have It Easy Even In Another World            | Villageois                                           | Ep.4     |
| 2019  | King of Prism: Shiny Seven Stars                                    | Ushio Takahashi                                      |          |
| 2019  | Senryu Girl                                                         | Visiteur du parc d'attractions, un employé, un homme |          |
| 2019  | Star-Myu: High School Star Musical 3                                | Un étudiant                                          |          |
| 2019  | Vinland Saga                                                        | Askeladd (jeune)                                     |          |
| 2019  | Wasteful Days of High School Girls                                  | Ikemen                                               | Ep.1     |
| 2019  | Wise Man's Grandchild                                               | Tony Freyd                                           | [ 3 ]    |
| 2020  | A Certain Scientific Railgun T                                      | Un rival de l'écol                                   | Ep.3     |
| 2020  | Ahiru no Sora                                                       | Un memebre de Shinshiro, un spectateur               |          |
| 2020  | Asteroid in Love                                                    | Un membre du club de radio                           | Ep.11    |
| 2020  | By the Grace of the Gods                                            | Jill                                                 |          |
| 2020  | Darwin's Game                                                       | Kyōda                                                | [ 4 ]    |
| 2020  | Great Pretender                                                     | Makoto Edamura                                       | [ 5 ]    |
| 2020  | Higurashi: When They Cry – Gou                                      | Bad Man                                              |          |
| 2020  | Ikebukuro West Gate Park                                            | Masaru Taniguchi                                     | [ 6 ]    |
| 2020  | Moriarty the Patriot                                                | Louis James Moriarty                                 | [ 7 ]    |
| 2020  | Sing "Yesterday" for Me                                             | Yū Hayakawa                                          |          |
| 2020  | The Irregular at Magic High School - Visitor Arc                    | Parasite                                             | Ep.8     |
| 2020  | Wandering Witch: The Journey of Elaina                              | Gatekeeper                                           | Ep.6     |
| 2020  | Yu-Gi-Oh! Sevens                                                    | Rinnosuke Nanahoshi                                  |          |
| 2021  | 2.43: Seiin High School Boys Volleyball Team                        | Komukai                                              |          |
| 2021  | Higurashi: When They Cry – Sotsu                                    | Un invité de Da Vinci                                | Ep.4     |
| 2021  | How a Realist Hero Rebuilt the Kingdom                              | Sur                                                  | Ep.10    |
| 2021  | King's Raid: Successors of the Will                                 | Youth                                                |          |
| 2021  | Pokémon Master Journeys: The Series                                 | L'entraineur de Koduck                               | Ep.57    |
| 2021  | Seirei Gensouki: Spirit Chronicles                                  | Saga Hayate                                          | Ep.7-8   |
| 2021  | SK8 the Infinity                                                    | Langa Hasegawa                                       | [ 8 ]    |
| 2021  | Skate-Leading Stars                                                 | Terahigashi                                          |          |
| 2021  | Sonny Boy                                                           | Asakaze                                              | [ 9 ]    |
| 2021  | Moi, quand je me réincarne en Slime S2                              | Shōgo Taguchi                                        |          |
| 2021  | Waccha PriMagi!                                                     | Inoru Omega                                          | Ep.13    |
| 2021  | Yo-kai Watch Jam - Yo-kai Academy Y: Close Encounters of the N Kind | Ryusuke Kyubi                                        | [ 10 ]   |
| 2022  | Arknights: Prelude to Dawn                                          | Un garde                                             | [ 11 ]   |
| 2022  | Eternal Boys                                                        | Soki Azuma                                           | [ 12 ]   |
| 2022  | Fanfare of Adolescence                                              | Kota Maki                                            | [ 13 ]   |
| 2022  | Si je suis la Vilaine, autant mater le Boss final                   | Kyle Elford                                          | [ 14 ]   |
| 2022  | Lupin the 3rd Part 6                                                | Allen                                                | Ep.22    |
| 2022  | My Isekai Life                                                      | Yuji                                                 | [ 15 ]   |
| 2022  | Play It Cool, Guys                                                  | Hayate Ichikura                                      | [ 16 ]   |
| 2022  | Le Requiem du roi des roses                                         | John Grey                                            | Ep.2     |
| 2022  | Shoot! Goal to the Future                                           | Hideto Tsuji                                         | [ 17 ]   |
| 2022  | Tomodachi Game                                                      | Yūichi Katagiri                                      | [ 18 ]   |
| 2022  | VazzRock the Animation                                              | Shouto Takenaka                                      |          |
| 2023  | Campfire Cooking in Another World with My Absurd Skill              | Kaito                                                |          |
| 2023  | Noble New World Adventures                                          | Claude                                               |          |
| 2023  | Frieren                                                             | Stark                                                | [ 19 ]   |
| 2023  | Helck                                                               | Bowen                                                |          |
| 2023  | Hell's Paradise                                                     | Gabimaru                                             | [ 20 ]   |
| 2023  | Horimiya: The Missing Pieces                                        | Shimoda                                              | Ep.7     |
| 2023  | KamiErabi God.app                                                   | Kyō                                                  | [ 21 ]   |
| 2023  | Mashle                                                              | Mash Burnedead                                       | [ 22 ]   |
| 2023  | Overtake!                                                           | Ryo Kagayama                                         |          |
| 2023  | Ragna Crimson                                                       | Ragna                                                | [ 23 ]   |
| 2023  | Reborn to Master the Blade: From Hero-King to Extraordinary Squire  | Rahl Rambach                                         |          |
| 2023  | The Fire Hunter                                                     | Shōzō                                                | [ 24 ]   |
| 2023  | The Ice Guy & The Cool Girl                                         | Himuro-kun                                           | [ 25 ]   |
| 2023  | The Saint's Magic Power Is Omnipotent 2nd Saison                    | Tenyū                                                | [ 26 ]   |
| 2023  | Too Cute Crisis                                                     | Kaoru Mamizuka                                       |          |
| 2024  | A Condition Called Love                                             | Saki Hananoi                                         | [ 27 ]   |
| 2024  | Bleach: Thousand-Year Blood War                                     | Bazz-B (young)                                       | [ 28 ]   |
| 2024  | Blue Box                                                            | Kyo Kasahara                                         | [ 29 ]   |
| 2024  | Cherry Magic! Thirty Years of Virginity Can Make You a Wizard?!     | Kiyoshi Adachi                                       | [ 30 ]   |
| 2024  | Mashle: The Divine Visionary Candidate Exam Arc                     | Mash Burnedead                                       |          |
| 2024  | Metallic Rouge                                                      | Noid 262                                             | [ 31 ]   |
| 2024  | Mission: Yozakura Family                                            | Aonuma                                               | [ 32 ]   |
| 2024  | The Blue Wolves of Mibu                                             | Hajime Saitō                                         | [ 33 ]   |
| 2024  | The Stories of Girls Who Couldn't Be Magicians                      | Kyō Kurumaru                                         | [ 34 ]   |
| 2024  | Too Many Losing Heroines!                                           | Mitsuki Ayano                                        | [ 35 ]   |
| 2024  | Tower of God Saison 2                                               | Po Bidau Gustang                                     | [ 36 ]   |
| 2024  | Wind Breaker                                                        | Kōta Sako                                            | [ 37 ]   |
| 2025  | Mechanical Marie                                                    | Noah                                                 | [ 38 ]   |
| 2025  | Ninja vs. Gokudo                                                    | Shinoha Tanaka                                       | [ 39 ]   |
| 2025  | Princession Orchestra                                               | Callisto                                             | [ 40 ]   |
| 2025  | Sakamoto Days                                                       | Apart                                                | [ 41 ]   |
| 2025  | The Shiunji Family Children                                         | Shion Shiunji                                        | [ 42 ]   |
| 2025  | The Summer Hikaru Died                                              | Yoshiki Tsujinaka                                    | [ 43 ]   |
| 2026  | Go for It, Nakamura!                                                | Okuto Nakamura                                       | [ 44 ]   |

### OVA
| Année | Titre                                                         | Rôle                 | Notes  |
| ----- | ------------------------------------------------------------- | -------------------- | ------ |
| 2020  | ACCA : Service d'inspection des 13 territoires – Cordialement | Perroquet            | [ 45 ] |
| 2022  | Legend of the Galactic Heroes                                 | Peter Reamer         |        |
| 2022  | Moriarty the Patriot                                          | Louis James Moriarty |        |

### ONA
| Année | Titre                                              | Rôle               | Notes  |
| ----- | -------------------------------------------------- | ------------------ | ------ |
| 2018  | Today's Menu for the Emiya Family                  | Clerk              | Ép.1   |
| 2019  | Gundam Build Divers Re:Rise                        | Hiroto Kuga        |        |
| 2020  | Gundam Build Divers : Batlogue                     | Hiroto Kuga        |        |
| 2022  | Vampire in the Garden                              | Allegro            | [ 46 ] |
| 2022  | Spriggan                                           | Yu Ominae          | [ 47 ] |
| 2023  | Mignon directeur général R                         | Subalterne         |        |
| 2023  | Fate/Grand Order Absolute Demonic Front: Babylonia | Barthélemy Roberts |        |
| 2023  | Gundam Build Metaverse                             | Hiroto Kuga        |        |
| 2024  | Grand Pretender : Razbliuto                        | Makoto Edamura     |        |
| 2025  | Moonrise                                           | Jacob Shadow       | [ 48 ] |
| 2025  | Disney : Twisted-Wonderland                        | Deuce Spade        | [ 49 ] |

### Animés théâtraux
| Année | Titre                                                                         | Rôle                        | Notes  |
| ----- | ----------------------------------------------------------------------------- | --------------------------- | ------ |
| 2019  | Fate/stay night : Heaven's Feel II. Lost butterfly                            | Un journaliste sur place    |        |
| 2019  | Yo-kai Watch Jam le film : Yo-Kai Academy Y - Un chat peut-il être un héros ? | Ryūsuke Kyūbi / Neuf queues |        |
| 2021  | Summer Ghost                                                                  | Tomoya Sugisaki             | [ 50 ] |
| 2023  | Eternal Boys NEXT STAGE                                                       | Soki Azuma                  |        |
| 2024  | Blue Lock : Épisode Nagi                                                      | Ranze Kurona                | [ 51 ] |

### Jeux vidéo
2018
- Sword Art Online: Fatal Bullet : Voice 9 (homme)

2019
- Crash Fever : Beethoven
- DANKIRA !!! - Les gars, dansez ! : Atago Rentaro
- Dragalia Lost : Shion
- Fate/Grand Order : Bartholomew Roberts
- MapleStory 2 : voleur
- SD Gundam G Generation Cross Rays : soldat
- Yo-kai Watch : Wibble Wobble : Ryūsuke Kyūbi / Kyûbi

2020
- Disney : Twisted-Wonderland : Deuce Spade
- Fantasy Life Online : Nine Tail
- MapleStory : Carlisle
- World Flipper : Yakumo
- Yo-kai Watch Jam : Yo-kai Academy Y – Waiwai Gakuen Seikatsu : Ryūsuke Kyūbi / Nine Tail
- Yu-Gi-Oh! Duel Links : Aigami

2021
- A3! : Akashi Serizawa
- Border Reign : Ganshu, Goya
- Bungo and Alchimist : Arthur Rimbaud
- Cookie Run : Royaume : Cookie Pétillant
- Dragon Quest X Online : Guruyan Rush, Quad
- Fire Emblem Heroes : Ronan
- For Whom the Alchemist Exists : Nimuru
- Granblue Fantasy : le nouveau roi de Levin
- Illusion Connect : Jason
- Show by Rock!! Fes A Live : 13

2022
- River City Girls 2 : Riki [52]
- Honkai Impact 3rd : Kosma

2023
- Rear Sekai : Brad [53]
- Final Fantasy VII: Ever Crisis : Matt Windsor [54]

2024
- Reynatis : Marin Kirizumi [55]
- Wuthering Waves : Xiangli Yao
- Ensemble Stars!! : Ibuki Taki

2025
- Genshin Impact : Durin

### Doublage international

#### Live-action
- After : chapitre 1 : Hardin Scott (Hero Fiennes Tiffin)
- Beetlejuice Beetlejuice : Jeremy (Arthur Conti) [56]
- Jurassic World Rebirth : Xavier Dobbs ( David Iacono ) [57]
- Seo Bok : Seo Bok ( Park Bo-gum ) [58]
- Les Chroniques de San Francisco : Jake Rodriguez ( Garcia)
- L'amour nous déchirera  : Da Qiao (Sun Ning)
- Voltes V: Legacy: Super Electromagnetic Edition : Steve Armstrong (Miguel Tanfelix) [59]

#### Animation
- Baby Boss : les affaires reprennent : Wagby
- Tiān Guān Cì Fú : Fu Yao
- Mune : Le Gardien de la Lune : Leeyoon [60]
- Tara Duncan : Robin M'angil

### Média mix
| Année | Titre          | Rôle            | Notes  |
| ----- | -------------- | --------------- | ------ |
| 2019  | Paradox Live   | Kenta Mikoshiba |        |
| 2021  | Vivez-nous     | Akito Shinji    |        |
| 2021  | VS AMBIVALENZ  | Jintaro, Cion   |        |
| 2023  | PolaPoriPosuPo | Chiaki Shinjou  | [ 61 ] |

## Distinctions
| Année | Prix                           | Catégorie                         | Travail/Bénéficiaire             | Résultat | Source |
| ----- | ------------------------------ | --------------------------------- | -------------------------------- | -------- | ------ |
| 2021  | 15e cérémonie des Seiyu Awards | Prix du meilleur nouveau doubleur | Makoto Edamura (Grand Pretender) | Lauréat  | [ 62 ] |